# Mark Duplass
Mark David Duplass (New Orleans, 7 december 1976) is een Amerikaans acteur, regisseur, scenarioschrijver en filmproducent. Hij werd in 2006 samen met zijn broer Jay Duplass genomineerd voor de Independent Spirit Award voor beste productie met een budget tot $500.000,- voor de romantische tragikomedie The Puffy Chair. Duplass regisseerde en produceerde de film samen met zijn broer en speelde zelf hoofdpersonage Josh. Hiermee maakte hij in alle drie de disciplines zijn debuut. Ook produceerde Duplass de film samen met zijn broer. Dat deed hij voor het eerst in 1996, voor de lowbudgetfilm Connect 5.
Duplass trouwde in 2006 met actrice Katie Aselton. Zij is samen met hem te zien in onder meer The Puffy Chair, Other People's Parties (2009) en de komedieserie The League en speelt ook in verschillende andere films die hij regisseerde en/of produceerde.

## Filmografie

### Films als acteur
*Exclusief televisiefilms
| - Bombshell (2019) - Paddleton (2019) - Love Sonia (2018) - Duck Butter (2018) - Tully (2018) - Creep 2 (2017) - Blue Jay (2016) - The Lazarus Effect (2015) - Mercy (2014) - Tammy (2014) - Creep (2014) - The One I Love (2014) - Parkland (2013) | - Zero Dark Thirty (2012) - People Like Us (2012) - Darling Companion (2012) - Safety Not Guaranteed (2012) - Your Sister's Sister (2011) - Mars (2010) - Greenberg (2010) - True Adolescents (2009) - Humpday (2009) - Other People's Parties (2009) - Hannah Takes the Stairs (2007) - The Puffy Chair (2005) |

### Televisieseries als acteur
*Exclusief eenmalige gastrollen
- The Morning Show - Chip Black (2019, tien afleveringen)
- Big Mouth - stem Val Bilzerian (2017-2019, zes afleveringen)
- Goliath - Tom Wyatt (2018-2019, negen afleveringen)
- Manhunt: Unabomber - David Kaczynski (2017, vijf afleveringen)
- Togetherness - Brett Pierson (2015-2016, zestien afleveringen)
- Wedlock - Dave (2014, tien afleveringen)
- The Mindy Project - Brendan Deslaurier (2012-2017, 22 afleveringen)
- The League - Pete Eckhart (2009-2015, 84 afleveringen)

### Als regisseur
*Exclusief kortfilms
- The Do-Deca-Pentathlon (2012)
- Jeff, Who Lives at Home (2011)
- Cyrus (2010)
- Baghead (2008)
- The Puffy Chair (2005)

### Als schrijver
*Exclusief kortfilms
- Paddleton (2019)
- Unlovable (2018)
- Creep 2 (2017)
- Table 19 (2017)
- Blue Jay (2016)
- Creep (2014)
- The Do-Deca-Pentathlon (2012)
- Black Rock (2012)
- Jeff, Who Lives at Home (2011)
- Cyrus (2010)
- Baghead (2008)
- Hannah Takes the Stairs (2007)
- The Puffy Chair (2005)

### Als producent
*Exclusief kortfilms
| - The Ride (2020, uitvoerend producent) - Horse Girl (2020, uitvoerend producent) - Thunderbolt In Mine Eye (2020, uitvoerend producent) - The MisEducation of Bindu (2019, uitvoerend producent) - Paddleton (2019, producent) - Unlovable (2018, uitvoerend producent) - Creep 2 (2017, uitvoerend producent) - Outside In (2017, uitvoerend producent) - Take Me (2017, uitvoerend producent) - Blue Jay (2016, uitvoerend producent) - Rainbow Time (2016, uitvoerend producent) - Asperger's Are Us (2014, documentaire, uitvoerend producent) - Manson Family Vacation (2015, uitvoerend producent) - 6 Years (2015, uitvoerend producent) - Tangerine (2015, uitvoerend producent) - The Overnight (2015, uitvoerend producent) | - The Bronze (2015, uitvoerend producent) - Adult Beginners (2014, uitvoerend producent) - Creep (2014, uitvoerend producent) - The One I Love (2014, uitvoerend producent) - The Skeleton Twins (2014, uitvoerend producent) - Bad Milo! (2013, uitvoerend producent) - The Do-Deca-Pentathlon (2012) - Safety Not Guaranteed (2012, uitvoerend producent) - Black Rock (2012, uitvoerend producent) - Your Sister's Sister (2011, uitvoerend producent) - Lovers of Hate (2010, uitvoerend producent) - The Freebie (2010, uitvoerend producent) - Bass Ackwards (2010, uitvoerend producent) - Baghead (2008) - The Puffy Chair (2005) - Connect 5 (1996, co-producent) |

- Bibsys: 11050536
- Biblioteca Nacional de España: XX5058458
- Bibliothèque nationale de France: cb16242685h (data)
- Catàleg d'autoritats de noms i títols de Catalunya: 981058514394406706
- Gemeinsame Normdatei: 1011401177
- International Standard Name Identifier: 0000 0001 2035 2757
- Library of Congress Control Number: no2008155061
- MusicBrainz: 18de2e96-8272-4435-90f7-18f664ab8f14
- Nationale Bibliotheek van Tsjechië: pna2018995705
- Nederlandse Thesaurus van Auteursnamen: 32640760X
- Système universitaire de documentation: 170505219
- Virtual International Authority File: 160103068
- WorldCat: E39PBJxcTPdmCKC8jMPHFjxv73